# Embalse
Embalse is een plaats in het Argentijnse bestuurlijke gebied Calamuchita in de provincie Córdoba. De plaats telt 7.415 inwoners.

## Geboren
- Nahuel Molina (6 april 1998), voetballer

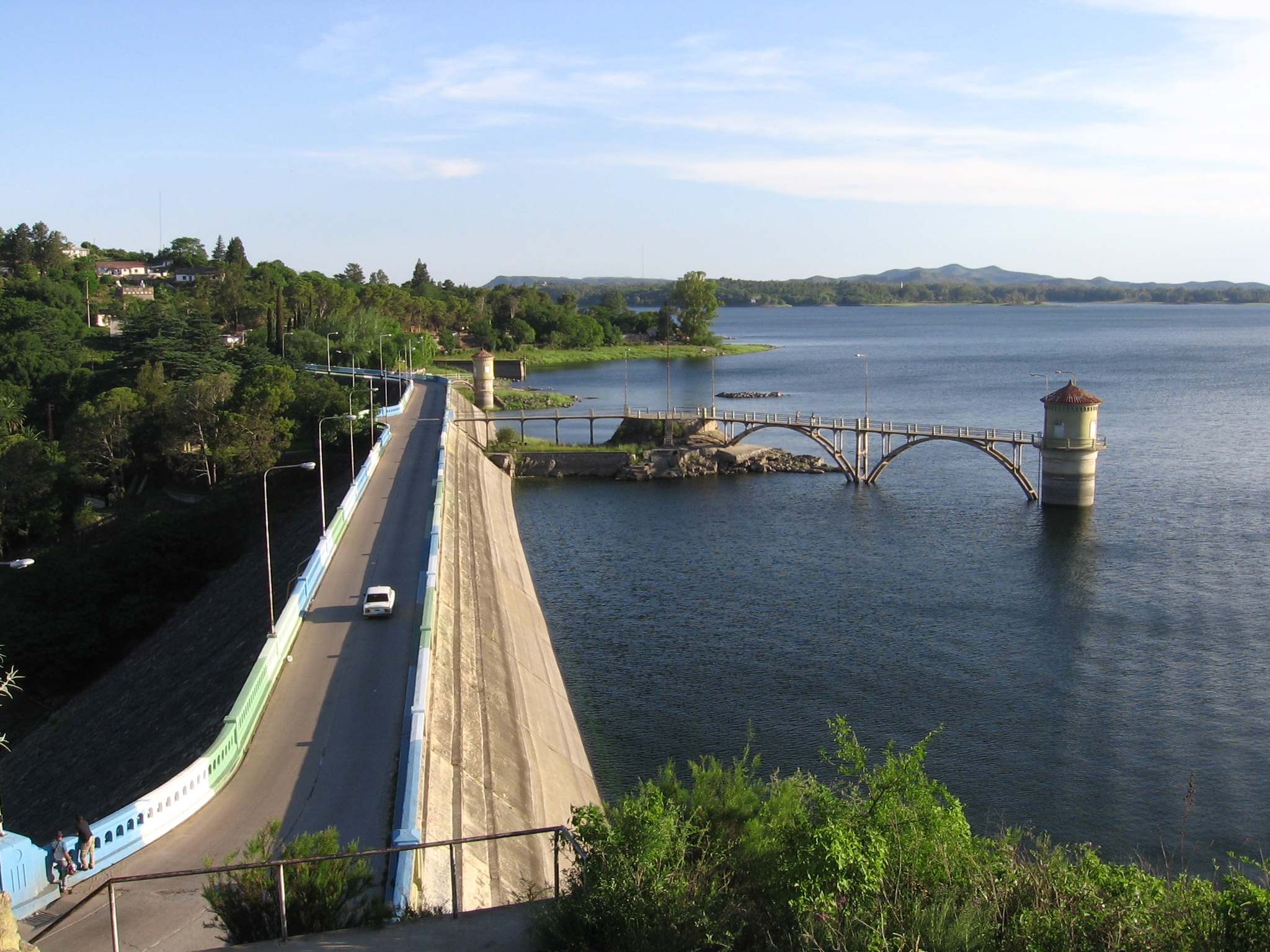
Reservoir

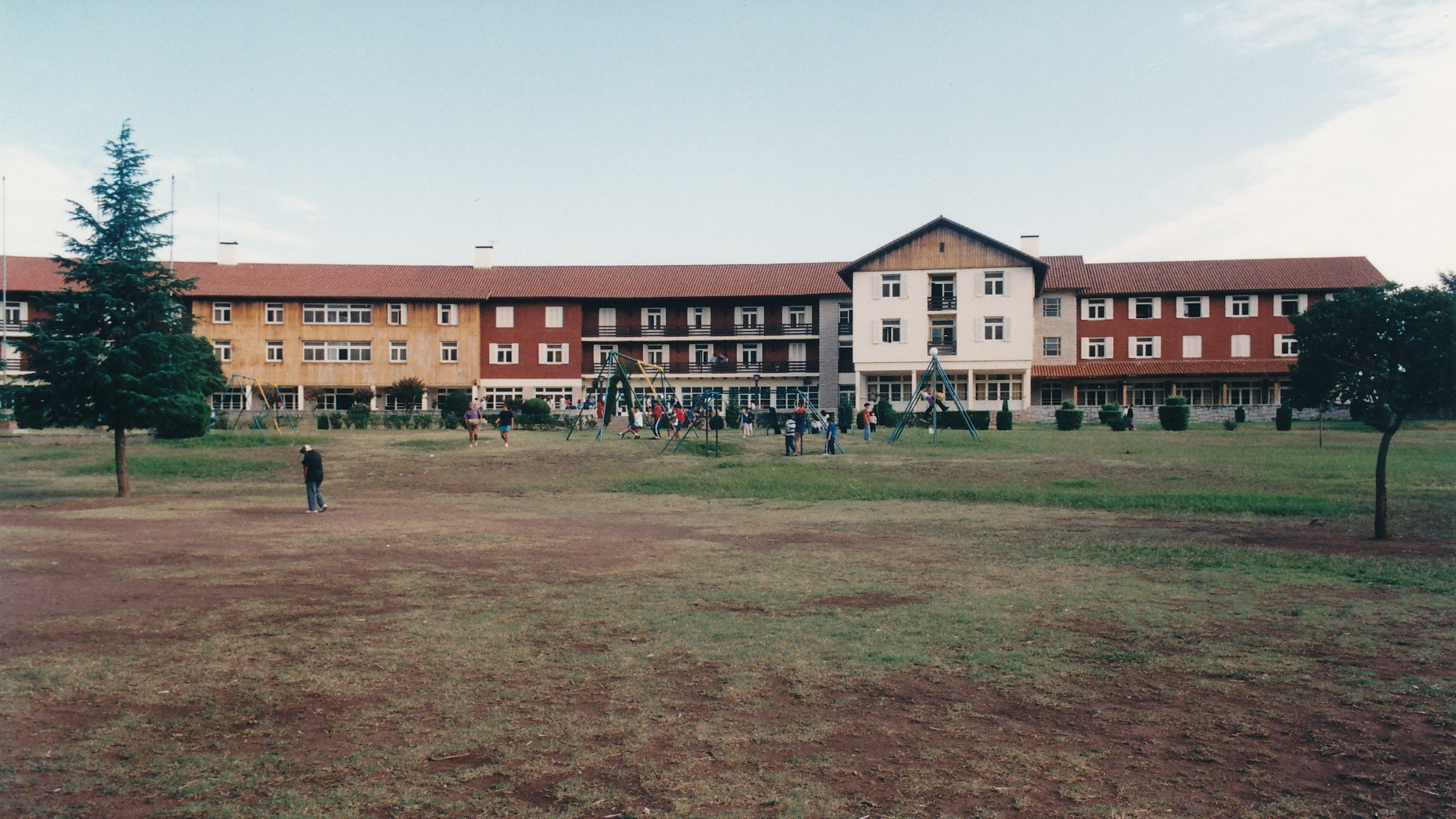
Hotel